# Nomad
Nomad é o nono álbum de estúdio da banda japonesa de rock e visual kei SID, lançado em 6 de setembro de 2017 pela Ki/oon Music. A canção "Glass no Hitomi" é tema de abertura do filme Kuroshitsuji: Book of the Atlantic e "Rasen no Yume" é tema do anime Shoukoku no Altair.

## Visão geral
A banda Sid entrou em um hiato no ano de 2016, enquanto Mao e Aki focavam em suas carreiras solo. Eles voltaram em 2017, lançando o single "Glass no Hitomi" já em 18 de janeiro. O próximo single foi "Butterfly Effect", em 10 de maio, seguido por duas perfomances no Nippon Budokan. Em 2 de agosto foi lançado o último single do álbum, "Rasen no Yume".
Nomad foi lançado em 6 de setembro sendo o primeiro da banda em três anos e meio, sucedendo Outsider. Três edições foram disponibilizadas, entre elas a regular com apenas o CD com 10 músicas. A edição limitada A contém uma entrevista em DVD onde os membros falam sobre o álbum e edição limitada B acompanha um encarte de fotos com 32 páginas. As lojas Tower Records, Tsutaya e HMV disponibilizaram um pôster exclusivo de brinde aos compradores de Nomad. Também ocorreu um evento de meet and greet em Tóquio no dia 9 e Osaka no dia 10 para quem adquirisse o álbum nas primeiras impressões, que acompanhavam um ingresso para a convenção.
A turnê Sid Tour 2017 Nomad começou em Matsudo e seguiu com mais 15 cidades. Uma introdução instrumental chamada "Prologue of Nomad" foi apresentada durante a turnê e acabou por ser disponibilizada nos serviços de streaming em 1 de novembro. O show no Fórum Internacional de Tóquio foi gravado e lançado como álbum ao vivo, com o mesmo nome da turnê, em 25 de julho de 2018.

## Recepção
Alcançou a quarta posição na Oricon Albums Chart e permaneceu por sete semanas. Na Billboard Japan Hot Albums também chegou ao quarto lugar. Já a Tower Records o ranqueou em segundo lugar.
Allmusic mencionou Nomad como "um retorno real à forma" e o álbum mais forte da banda em anos. CD Journal contou que os membros se empenharam em melhorar a qualidade do som neste álbum, já tendo o senso pop e alta habilidade desde muito tempo.

## Faixas
Todas as letras escritas por Mao. 
| N.º            | Título                                    | Música         | Duração |  |
| 1.             | "Nomad"                                   | Aki            | 4:39    |  |
| 2.             | "XYZ"                                     | Aki            | 2:57    |  |
| 3.             | "Glass no Hitomi" (硝子の瞳)              | Yūya           | 4:01    |  |
| 4.             | "Snow" (スノウ)                           | Aki            | 4:19    |  |
| 5.             | "Shitsuke" (躾)                           | Aki            | 4:21    |  |
| 6.             | "Butterfly Effect" (バタフライエフェクト) | Yūya           | 4:02    |  |
| 7.             | "Teion" (低温)                            | Yūya           | 3:51    |  |
| 8.             | "Kill Time"                               | Shinji         | 3:41    |  |
| 9.             | "Rasen no Yume" (螺旋のユメ)              | Aki            | 3:59    |  |
| 10.            | "Fuutsu no Kiseki" (普通の奇跡)           | Aki            | 4:54    |  |
| Duração total: | Duração total:                            | Duração total: | 40:48   |  |

## Ficha técnica
- Mao - vocal
- Shinji - guitarra
- Aki - baixo
- Yūya - bateria